# Carl Xaver Dopfer
Carl Xaver Dopfer (* 24. Oktober 1806 in Sigmaringen; † 1. Mai 1867 in Wiesbaden) war ein deutscher Richter und Politiker.

## Leben
Dopfer wurde 1828 Diurnist in Gammertingen. Von 1828 bis 1830 studierte er Rechtswissenschaften in München und Heidelberg. Von 1831 bis 1835 war er Rechtskandidat, 1835 Rechtspraktikant und danach Amtsverweser
in Ostrach. Im Jahr 1836 wurde er Oberamtsaktuar im Oberamt Gammertingen, 1838 Hofgerichtssekretär am Hofgericht Sigmaringen und 1840 dort Assessor. Ab 1842 war er Regierungsassessor und ab 1844 erneut Assessor am Hofgericht in Sigmaringen. Ab 1847 war er Regierungs- und Hofgerichtsrat in Sigmaringen und während der Märzrevolution 1848 Mitglied der Fürstlichen Landesregierung sowie landesherrlicher Landtagskommissar für den außerordentlichen Landtag der Landstände des Fürstentums Hohenzollern-Sigmaringen. Nach der Übernahme durch Preußen war er von 1857 bis 1859 Appellationsgerichtsrat am Appellationsgericht Arnsberg und später am Justizsenat Ehrenbreitstein.
Von 1852 bis 1853 und erneut von 1860 bis 1866 vertrat er den Wahlkreis Hohenzollern im Preußischen Abgeordnetenhaus. Er schloss sich zunächst der Fraktion von Vincke an und vertrat später Positionen des linken Centrums.
Er war katholisch und ein angeheirateter Verwandter des Staatsrechtlers Karl von Rotteck.